# Friedrich Adolf Mehrkens
Friedrich Adolf Mehrkens (auch Friedrich Adolph Mehrkens, * 22. April 1840 in Neuenkirchen (Elbe); † 31. Mai 1899 in Hamburg) war ein deutscher Chorleiter, Klavier- und Orgellehrer, Organist sowie Komponist.

## Leben und Werk
Adolf Mehrkens wurde am 22. April 1840 als Sohn eines Schullehrers und Organisten in Neuenkirchen an der Elbe geboren. 1847 veröffentlichte er erste Kompositionen für Orgel. 1849 übernahm er in Vertretung seines Vaters die Chorleitung des örtlichen Kirchenchores. In den 1850er Jahren arbeitete er als Sprachlehrer und Organist. 1861 und 1862 studierte er am Leipziger Konservatorium. 1864 zog er nach Hamburg um. Ab 1872 wirkte er in Hamburg als Leiter der Bachgesellschaft. 1876 wurde er Dirigent der Hamburger Gesangsvereins „Amicitia und Fidelitas“. 1882 gründete er den nach ihm benannten Hamburger Männerchor Adolphina. Ab 1893 wirkte er als Organist an der Hamburger St. Jakobikirche.
Adolf Mehrkens kompositorisches Werk umfasst eine Symphonie, ein Klavierkonzert, Orgel- und Klavierstücke sowie eine Missa solemnis und ein Te Deum.